# Dominique Carlac'h
Dominique Carlac'h, née en 1968 à Pontivy (Morbihan), est une dirigeante d’entreprise française de conseil en innovation et ancienne athlète de haut niveau. Elle a notamment été candidate à la présidence du Medef en 2018 et 2023, et occupe des fonctions de vice-présidence dans plusieurs organisations patronales et sportives.

## Biographie

### Jeunesse et formation
Dominique Carlac'h est née le 6 octobre 1968 à Pontivy, dans le Morbihan, d'un père à la fois agriculteur et professeur d'éducation physique au collège, et d'une mère professeur de français. Sa famille est alors installée à Josselin. Adolescente, elle rejoint une formation sport-études à Rennes, pratiquant l'athlétisme de haut niveau. Elle est diplômée de Sciences Po Grenoble puis a poursuivi en formation continue à l'HEC.

### Entreprise
Après un passage par l'OCDE au poste d'analyste des politiques publiques d'innovation, elle commence sa carrière d'entrepreneur dans le conseil en stratégie et financement de l'innovation. Elle crée en 1991 son entreprise D&Consultants. Elle est élue vice-présidente de l'Association des Conseils en Innovation (ACI), en 2012, puis présidente en 2014, et enfin présidente d’honneur en 2018.
En avril 2025, D&Consultants est cédée à ABGi, filiale du groupe industriel familial SNEF ; à la suite de cette opération, Dominique Carlac’h devient vice‑présidente d’ABGi France, chargée des affaires publiques et du développement.

### MEDEF
Le 21 mars 2018, elle se déclare candidate à la présidence du Medef, seule femme parmi les neuf candidats à la succession de Pierre Gattaz. Son programme défend la transformation des entreprises face aux nouveaux enjeux de compétitivité. Elle est nommée porte-parole et vice-présidente du Medef lors de son entrée au conseil exécutifs le 9 juillet 2018.
Elle pilote les travaux de Responsabilité Sociétale des Entreprises (RSE) au sein de l’organisation patronale, pour en faire des leviers d’attractivité et de compétitivité, et fonde le réseau Femmes du Medef.
En mars 2023, elle renouvelle sa candidature à la présidence du Medef Soutenue notamment par les dirigeants d’Orange et de Renault, elle est battue lors du vote de juillet 2023.
Elle siège actuellement en tant que membre invité au conseil exécutif du MEDEF

### Crise du Covid-19
Fin 2020, Dominique Carlac'h participe à la négociation de l’accord national interprofessionnel sur le télétravail, dans le cadre de la délégation Medef, aux côtés des organisations patronales CPME et U2P et des syndicats CFDT, CGT, FO, CFE-CGC, CFTC.

### Engagements financiers et sociétaux
Le 1er février 2025, Dominique Carlac’h est nommée présidente du Comité stratégique du Fonds Révolution Environnementale et Solidaire du Crédit Mutuel Alliance Fédérale, et vice-présidente du conseil d’administration de Crédit Mutuel Impact. À ce titre, elle œuvre au financement de projets à impact climatique et social sur l’ensemble du territoire.

### Enseignement et interventions médiatiques
Depuis le premier semestre 2021, Dominique Carlac’h enseigne à l’ESCP Business School.
À partir de septembre 2023, elle intervient également sur BFM Business en tant que chroniqueuse économique dans l’émission Good Morning Business, où elle partage son analyse de l’actualité économique chaque mardi lors du « Duel de l’éco », puis lors de sa « Carte Blanche » depuis janvier 2025.

### Distinctions
Le 10 octobre 2023, Dominique Carlac’h est faire chevalière de la Légion d’honneur par l’ancien Premier ministre Jean Castex.